# Eleusine coracana
Il miglio indiano (Eleusine coracana Gaertn., 1788) è una pianta erbacea annuale della famiglia delle Poacee (o Graminacee).
Questa specie è ampiamente coltivata come cereale nelle zone aride e semiaride di Africa e Asia. È una specie tetraploide e autoimpollinante.
Caratteristiche interessanti delle colture del miglio indiano sono la capacità di resistere alla coltivazione ad altitudini superiori a 2000 m di altitudine, la sua elevata tolleranza alla siccità e il lungo tempo di conservazione dei cereali.

## Storia
Il miglio è originario dell'Africa orientale, in particolare degli altopiani etiopi e ugandesi.. La più antica testimonianza di miglio indiano proviene da un sito archeologico in Africa risalente al 3° millennio a.C.

## Descrizione
E. coracana è una pianta erbacea annuale e raggiunge altezze da 30 a 90 cm. Presenta spighe alle estremità degli steli composte da cinque o sette spighette. Ogni singola spighetta, lunga fino a 10 cm, porta da 60 a 80 infiorescenze contenenti da quattro a sei fiori disposti su due file.

## Distribuzione e habitat
Questa specie è ampiamente diffusa in Africa (compreso il Madagascar) e nella Penisola arabica.

## Tassonomia
Sono note due sottospecie:
- Eleusine coracana subsp. coracana - sottospecie nominale
- Eleusine coracana subsp. africana (Kenn.-O'Byrne) Hilu & de Wet

## Coltivazione

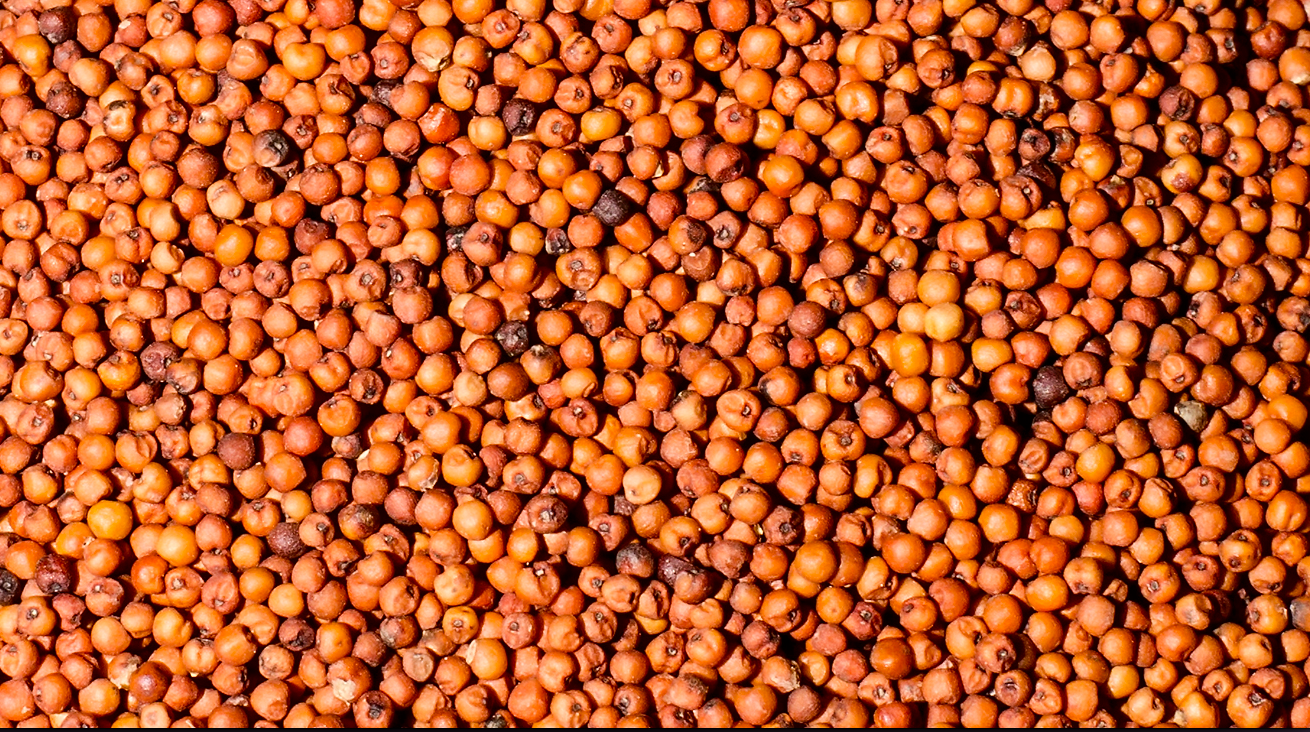
Miglio indiano

Le principali aree di coltivazione sono parti dell'Africa orientale e meridionale – in particolare Uganda, Kenya, Repubblica Democratica del Congo, Zimbabwe, Zambia, Malawi e Tanzania – e parti di India e Nepal. Il miglio indiano viene coltivato anche nel Sudan meridionale nel Mozambico.
Il miglio è una pianta che ha crescita ottimale con 12 ore di luce diurna per la maggior parte delle varietà. La sua principale area di coltivazione varia da 20° N a 20° S, ovvero principalmente dai tropici semiaridi ad aridi. Tuttavia, il miglio viene coltivato a 30°N nella regione dell'Himalaya (India e Nepal). È generalmente considerata una coltura resistente alla siccità, ma rispetto ad altre come miglio perlato e il sorgo, preferisce precipitazioni moderate (500 mm/anno). La maggior parte delle coltivazioni di miglio indiano in tutto il mondo è bagnata solamente da acqua piovana, anche se spesso i raccolti possono essere significativamente migliorati quando si applica l’irrigazione. In India, il miglio è un tipico raccolto del rabi (stagione invernale secca). La tolleranza al calore del miglio indiano è elevata. Per le varietà di miglio ugandese, ad esempio, la temperatura media ottimale di crescita è circa di 27 °C °C, mentre le temperature minime non dovrebbero essere inferiori a 18 °C. Rispetto ad altre specie (miglio perlato e sorgo), il miglio ha una tolleranza maggiore alle temperature più fresche. Si coltiva da circa 500 fino a 2400 m sopra il livello del mare (ad esempio nella regione dell'Himalaya). Pertanto, può essere coltivato ad altitudini più elevate rispetto alla maggior parte delle colture tropicali. Il miglio può crescere su vari terreni, compresi i terreni lateritici tropicali altamente esposti alle intemperie. Prospera in terreni drenanti con livelli di umidità costanti. Inoltre, può tollerare fino a una certa misura la salinità del suolo. La sua capacità di sopportare i ristagni idrici è limitata, quindi un buon drenaggio dei suoli e una moderata capacità di ritenzione idrica sono ottimali. Il miglio può tollerare terreni moderatamente acidi (pH 5), ma anche terreni moderatamente alcalini (pH 8,2).

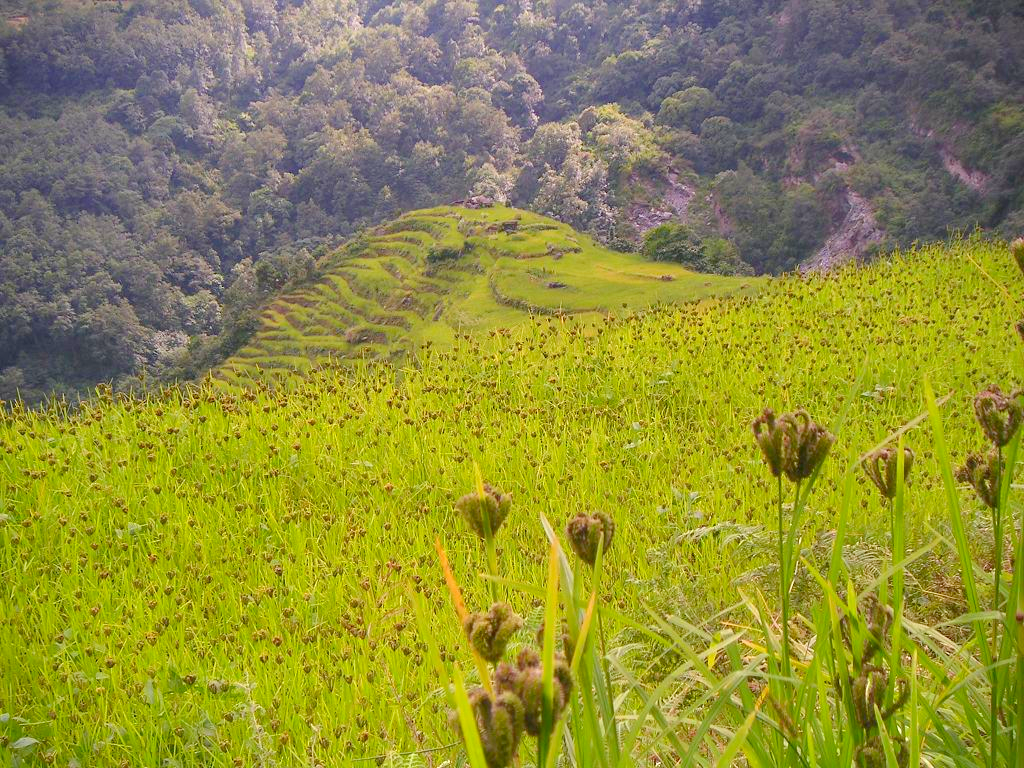
Campi di miglio indiano nella regione dell'Annapurna in Nepal

Le monocolture di miglio indiano coltivate in condizioni di irrigazione piovana sono più comuni nelle zone più aride dell'Africa orientale. Inoltre, anche la consociazione con legumi, come il fagiolo dall'occhio o il caiano, è abbastanza comune nell'Africa orientale. L'Africa centrale tropicale ospita regioni sparse coltivate a miglio indiano in consociazione principalmente con legumi, ma anche con manioca, platani e verdure.
Il raccolto non matura in modo uniforme e quindi il raccolto deve essere effettuato in due fasi. Quando la spiga del germoglio principale e il 50% delle spighe della coltura diventano marroni, la coltura è pronta per il primo raccolto. Al primo raccolto, tutte le spighe che sono diventate marroni dovrebbero essere mietute. Il raccolto viene quindi seccato, trebbiato e vagliato. La seconda raccolta avviene circa sette giorni dopo la prima: tutte le spighe rimanenti, incluse quelle verdi, dovrebbero essere tagliate. Il secondo raccolto va quindi conservato per raggiungere la maturità ammucchiando le spighe raccolte per un giorno all'ombra senza seccarle, in modo che l'umidità e la temperatura aumentino e i chicchi maturino. Successivamente anche il secondo raccolto viene seccato, trebbiato e vagliato come il primo.
Una volta raccolti, i semi si conservano molto bene e raramente vengono attaccati da insetti o muffe. Il miglio indiano può essere conservato fino a 10 anni se non trebbiato. Alcune fonti riportano una durata di conservazione fino a 50 anni in buone condizioni di conservazione. La lunga capacità di stoccaggio rende il miglio indiano una coltura importante nelle strategie di prevenzione del rischio di carestia per le comunità agricole.

## Lavorazioni
Come prima fase della lavorazione il miglio indiano può essere macinato per produrre farina. Tuttavia, è difficile da macinare a causa delle piccole dimensioni dei semi e della crusca che è legata molto saldamente all'endosperma. Pertanto, il prodotto principale del miglio è la farina integrale. Ciò presenta degli svantaggi, come ad esempio un tempo di conservazione ridotto della farina a causa dell'elevato contenuto di oli. Inoltre, l’uso industriale della farina integrale di miglio è limitato. Inumidire i semi di miglio prima della macinazione aiuta a rimuovere meccanicamente la crusca senza causare danni al resto del seme.
Un altro metodo per lavorare il miglio indiano è la germinazione del seme. Questo processo è chiamato anche maltazione ed è molto comune nella produzione di bevande fermentate come la birra. Quando il miglio germina, vengono attivati gli enzimi che trasformano gli amidi in altri carboidrati come gli zuccheri. Il miglio indiano maltato può essere utilizzato come substrato per produrre ad esempio birra senza glutine o alimenti facilmente digeribili per i neonati.

## Usi
Il miglio indiano può essere macinato fino a diventare farina e cotto per creare torte, budini o porridge. La farina viene trasformata in una bevanda fermentata (o birra) in Nepal e in molte parti dell'Africa. La paglia viene utilizzata come foraggio per gli animali.
 

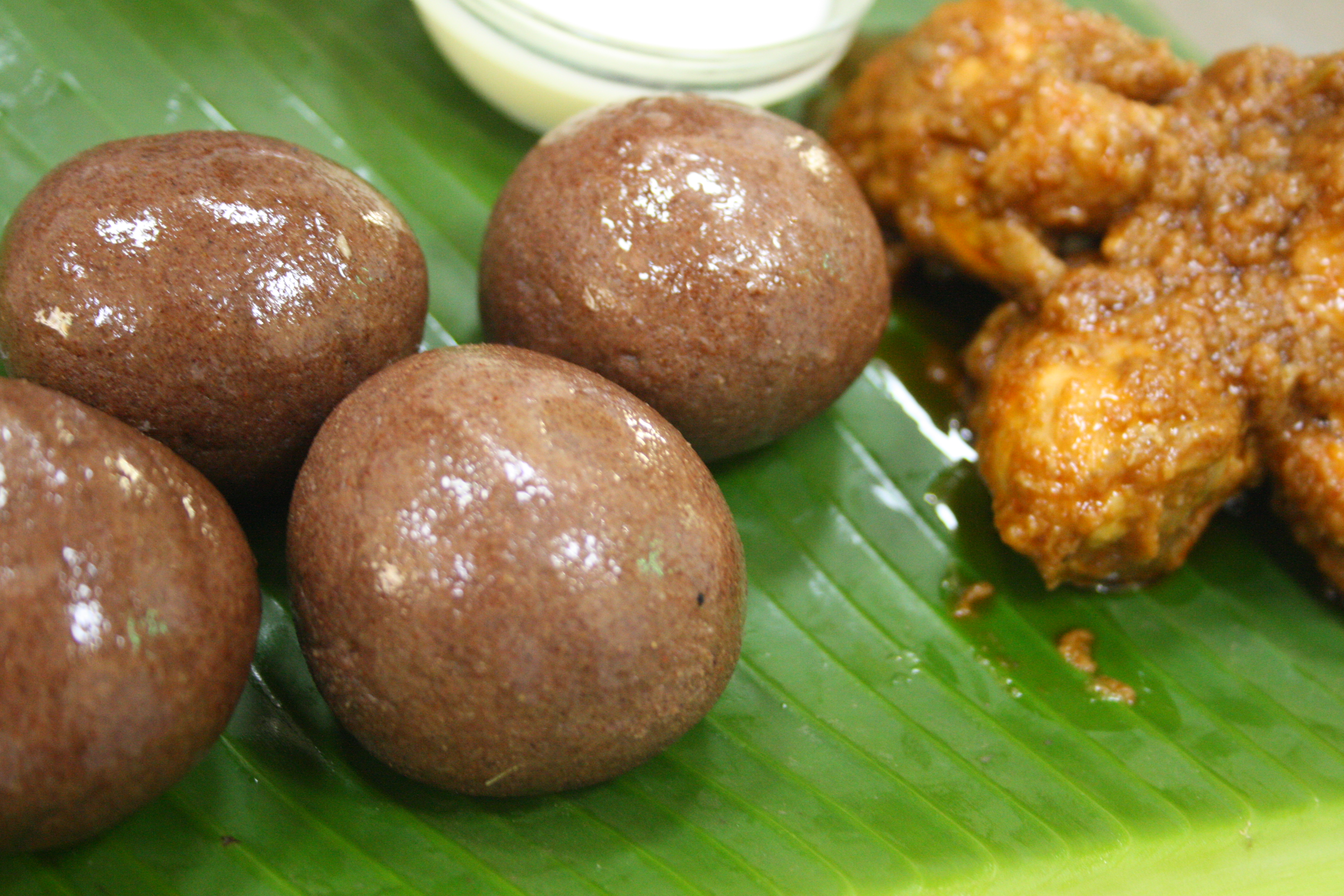
Palline di denso porridge di miglio indiano (ragi mudde) nel Karnataka

Il miglio indiano è un cereale base in molte parti dell'India, in particolare nel Karnataka, dove è conosciuto come ragi (dal kannada ರಾಗಿ rāgi). Qui la farina viene aggiunta al latte, acqua bollita o yogurt. La farina viene trasformata in focacce, tra cui dosa sottili e lievitata e roti più spessi e non lievitati.
Il miglio indiano è anche usato per preparare roti, idli, dosa e conjee. Nell'India meridionale, il miglio viene utilizzato nella preparazione degli alimenti per l'infanzia, a causa dell'alto contenuto nutrizionale del miglio, in particolare ferro e calcio.
Nel Tamil Nadu, il miglio indiano viene essiccato, ridotto in polvere e bollito per formare una massa densa che viene lasciata raffreddare (kali o keppai kali).  In Kerala, il puttu, un piatto tradizionale per la colazione, può essere preparato con farina di miglio indiano e cocco grattugiato, che viene poi cotto a vapore in una vaporiera cilindrica.
In Nepal, un impasto denso (ḍhĩḍo)  fatto di farina di miglio (kōdō) viene cotto e mangiato con le mani. L'impasto può anche essere trasformato in pane denso (otee) steso su un utensile piatto e riscaldato. Il miglio fermentato viene utilizzato per produrre una birra e viene distillato per produrre un liquore.  In Nepal, il Centro nazionale di risorse genetiche vegetali a Khumaltar conserva 877 campioni di miglio nepalese.
Nello Sri Lanka, il miglio indiano viene trasformato in kurakkan roti - un roti denso marrone con cocco e in thallapa - un impasto denso fatto di miglio indiano bollito con acqua e sale fino a formare una pallina di impasto. Viene poi consumato con carne piccante al curry e solitamente viene ingoiato in palline, anziché masticare. Viene anche consumato come porridge (kurrakan kenda) e come dolce (halape). Nel nord-ovest del Vietnam, il miglio è usato come medicinale per le donne durante il parto. Una minoranza usa la farina di miglio per produrre alcol.
Il porridge di miglio indiano maltato è fatto con miglio che viene messo a bagno ed essiccato all'ombra, quindi arrostito e macinato. Questa preparazione viene bollita in acqua e utilizzata come sostituto delle bevande a base di latte in polvere.